# Interrupce na Slovensku
Interrupce ve Slovenské republice je legální až do 12. týdne těhotenství, ze závažných zdravotních důvodů i později.
Umělé přerušení těhotenství bylo v Československu legalizováno v roce 1957. Zákon byl dále liberalizován v roce 1986. U dívek mladších 16 let je k provedení umělého přerušení těhotenství nutný souhlas rodičů. Počet provedených interrupcí se na Slovensku od 90. letech 20. století trvale snižuje.
Problematika umělého přerušení těhotenství se na slovenské politické scéně v posledních dvou volebních obdobích významně tematizuje. V roce 2019 bylo v parlamentu předloženo 6 návrhů zákonů na zpřísnění interrupcí. Žádný z nich však nebyl přijat.